# 田谷鋭
田谷 鋭（たや えい、1917年12月15日 - 2013年11月6日）は、昭和から平成にかけての日本の歌人。国鉄マンの労働現場を詠んだ歌がよく知られ、歌風はつつましさ、はじらいを特徴とする。

## 来歴
千葉県千葉市寒川町生まれ。2歳で父を、7歳で母を結核で失い、4人の兄のうち3人をやはり結核で奪われる。貧苦の中、夜学の千葉関東商業学校（現敬愛学園高等学校）を卒業し、国鉄に勤務。
1934年（昭和9年）に北原白秋顧問、村野次郎主宰の「香蘭」に入会。1935年（昭和10年）、白秋が新たに創刊した「多磨」に移る。1939年（昭和14年）4月に応召、習志野陸軍病院に衛生兵として勤務。1942年（昭和17年）1月召集解除、国鉄に復帰。その後レントゲン技師に転職する。
戦後の1953年（昭和28年）3月、同門である宮柊二の「コスモス」創刊に参加。1958年（昭和33年）、第一歌集『乳鏡』で第2回現代歌人協会賞受賞。1973年（昭和48年）刊行の『水晶の座』で第8回迢空賞、第1回日本歌人クラブ賞受賞。1978年（昭和53年）、『母戀』で第30回読売文学賞受賞。1984年（昭和59年）、紫綬褒章受章。歌会始選者を務め、勲四等旭日小綬章も受けた。読売歌壇選者を務めた。
2013年11月6日、肺炎のため死去。95歳没。

## 著書
- 乳鏡 歌集 白玉書房 1957 (コスモス叢書)
- 白秋周辺 歌論集 柏葉書院 1973 (コスモス叢書)
- 水晶の座 歌集 白玉書房 1973 (コスモス叢書)
- 北原白秋 島田修二共著 桜楓社 1982.5 (短歌シリーズ・人と作品)
- 歌のいぶき 国鉄厚生事業協会 1985.3 (弥生叢書)
- ミモザの季 歌集 短歌新聞社 1988.5 (現代短歌全集)
- 初心者のための短歌教室 本阿弥書店 1988.2
- 波濤遠望集, 雁書館,1991
- 母戀 歌集 短歌新聞社 1994.1 (短歌新聞社文庫)
- 宇宙塵 短歌雑感 ふらんす堂 2005.5
- 田谷鋭歌集 砂子屋書房 2008.3 (現代短歌文庫)

## 参考
- http://bookweb.kinokuniya.co.jp/htm/479041065X.html